# Людгежовиці
Людгежовиці (пол. Ludgierzowice) — село в Польщі, у гміні Завоня Тшебницького повіту Нижньосілезького воєводства.
Населення — 126 осіб (2011).
У 1975-1998 роках село належало до Вроцлавського воєводства.

## Демографія
Демографічна структура станом на 31 березня 2011 року:
|          | Загалом | Допрацездатний вік | Працездатний вік | Постпрацездатний вік |
| -------- | ------- | ------------------ | ---------------- | -------------------- |
| Чоловіки | 68      | 15                 | 50               | 3                    |
| Жінки    | 58      | 16                 | 32               | 10                   |
| Разом    | 126     | 31                 | 82               | 13                   |